# Pterolophia sibuyana
Pterolophia sibuyana là một loài bọ cánh cứng trong họ Cerambycidae.